# Cerro Bellaco
El cerro Bellaco es una elevación de la cordillera de los Andes ubicada en el departamento Cushamen, provincia del Chubut, Argentina, al oeste del lago Cholila y cerca de la frontera con Chile. Tiene una altura de 2.134 m s. n. m.
El Bellaco está unido con el cercano cerro Dos Picos (ubicado al oeste) por el glaciar Planchón Nevado, que se trata de una superficie glaciaria a más de 2000 m s. n. m.